# Alexa Kriele
Alexa Kriele (sinh năm 1961) là một tác giả và cô đồng người Đức. Kriele tự nhận mình là một "thông dịch viên thiên thần", bởi vì, theo lời của chính Kriele thì bà có khả năng diễn giải ngôn từ giữa con người và thiên thần.

## Sự nghiệp
Alexa Kriele xuất thân trong một gia đình bác sĩ tại Überlingen nước Đức. Thuở ban đầu, Kriele theo học chuyên ngành triết học và tâm lý học rồi về sau tốt nghiệp ra trường làm một nhà báo bình thường. Kể từ năm 1994, bà chỉ tập trung vào công việc chính là "diễn giải ngôn từ của thiên thần". Bà kết hôn với Martin Kriele, một giáo viên luật hiến pháp người Đức. Kriele hiện sinh sống và làm việc cùng gia đình ở gần Berlin. Bà viết sách, sản xuất DVD và CD, đồng thời còn xuất hiện trên truyền hình bàn về chủ đề thông linh.

## Tác phẩm chọn lọc

### Video
- "Alexa Kriele – Fernsehenauftritte 2000–2004" (Video, 5:56 Minuten). YouTube. ngày 14 tháng 6 năm 2012.
- Alexa Kriele (ngày 21 tháng 5 năm 2013). "Bienensterben – was ist der Grund" (Video, 6:04 Minuten). YouTube.
- Alexa Kriele (ngày 29 tháng 3 năm 2013). "Was 2013 wirklich zählt – Teil 9 – Ein lichtes Jahrhundert" (Video, 6:44 Minuten). YouTube.
- Alexa Kriele (ngày 18 tháng 3 năm 2013). "Was 2013 wirklich zählt – Teil 8 – Denken lohnt sich" (Video, 6:54 Minuten). YouTube.
- Michael Friedrich Vogt (ngày 6 tháng 12 năm 2016). "Dolmetscherin der Engel – Alexa Kriele: Gibt es auch böse Engel?" (Video, 1:45 Stunde). Interview

### Sách
- Wie im Himmel so auf Erden. 4 Bände. Falk, Seeon 1998–2001; Ullstein, Berlin 2007, ISBN 978-3-548-74387-5
- Die Engel geben Antwort auf Fragen nach dem Sinn des Lebens. Hugendubel, Kreuzlingen 2002; Goldmann, München 2012, ISBN 978-3-442-22023-6
- Mit den Engeln das Leben meistern. Hugendubel, München 2003
- Mit den Engeln über die Schwelle zum Jenseits. Hugendubel, München 2004; Ullstein, Berlin 2009, ISBN 978-3-548-74333-2
- Von Naturgeistern lernen. Hugendubel, München 2005; Ullstein, Berlin 2008, ISBN 978-3-548-74334-9
- Beten mit den Engeln. Hugendubel, München 2006; Ullstein, Berlin 2008, ISBN 978-3-548-74393-6
- Engel weisen Wege zur Heilung. Knaur, München 2007; neu als: Sprich mit deinem Körper, ebd. 2010, ISBN 978-3-426-87373-1
- Wie Wünsche wirklich wahr werden. Franziskus, Stockheim 2010, ISBN 978-3-86213-142-6
- Es werde Licht. Goldmann, München 2014, ISBN 978-3-442-22081-6